# Terlizzi
Terlizzi – miejscowość i gmina we Włoszech, w regionie Apulia, w prowincji Bari.
Według danych na styczeń 2009 gminę zamieszkiwało 27 387 osób przy gęstości zaludnienia 401 os./1 km².

## Współpraca
- Sesto San Giovanni, Włochy